# Иоганн Вильгельм Саксен-Кобург-Заальфельдский
Иоганн Вильгельм Саксен-Кобург-Заальфельдский (нем. Johann Wilhelm von Sachsen-Coburg-Saalfeld; 11 мая 1726, Кобург — 4 июня 1745, Штригау) — принц Саксен-Кобург-Заальфельдский.

## Биография
Иоганн Вильгельм — второй сын герцога Франца Иосии Саксен-Кобург-Заальфельдского и его супруги Анны Софии Шварцбург-Рудольштадтской, дочери князя Людвига Фридриха I.
Как и младшим братьям Кристиану Францу и Фридриху Иосии, Иоганну Вильгельму была уготована военная карьера. Он поступил на службу в саксонскую армию. С 1744 года в звании подполковника служил в Брюльском пехотном полку, принимал участие во Второй Силезской войне. Погиб в битве при Гогенфридберге, предположительно, в Штригау. Его тело, несмотря на интенсивные поиски, так и не было найдено.